# Filosofia del XIX secolo
La filosofia del XIX secolo prende avvio dalla precedente stagione dell'Illuminismo, a cui contrappone i nuovi ideali del Romanticismo, sostituendo ad una concezione della ragione astratta e livellatrice, che in nome dei suoi principi generici era giunta a produrre le stragi della Rivoluzione Francese, una «ragione storica» che tenesse conto anche delle peculiarità e dello spirito dei diversi popoli, a volte assimilati a degli organismi viventi, con una loro anima e una loro storia.

La libertà che guida il popolo, di Eugène Delacroix (1830)

I forti e radicali cambiamenti in campo filosofico furono accompagnati da sviluppi nella politica, nella letteratura, nell'arte, nell'economia, nella scienza, dando luogo nella seconda metà del XIX secolo alla corrente del positivismo.

## Storia
Negli anni tumultuosi tra il 1789 e il 1815, sotto la spinta dell'illuminismo e della massoneria, l'intera cultura europea venne trasformata dall'idea rivoluzionaria, con il suo seguito di guerre e distruzioni. Ponendo fine a molti dei puntelli sociali e culturali del secolo precedente, la scena era oramai pronta per un drastico cambiamento sia economico che sociale.

### Influenze del tardo illuminismo
Sul piano della filosofia politica, nel tentativo di spiegare la natura dello Stato e delle forme di governo, Jean-Jacques Rousseau in Francia aveva contestato le fondamenta della loro legittimità, dichiarando che «l'uomo è nato libero, ma ovunque è in catene».
Sul piano scientifico la teoria dell'evoluzione era già stata postulata, da diversi punti di vista, da Giulio Cesare Vanini, Denis Diderot, James Burnett, Erasmus Darwin, Jean-Baptiste de Lamarck, Johann Wolfgang von Goethe, mentre il determinismo nomologico di Pierre-Simon Laplace (1749–1827) avrebbe continuato a esercitare un notevole influsso sui due secoli successivi.
Nel Regno Unito, Adam Smith aveva gettato le basi dell'economia politica prefigurando la teoria del libero mercato all'interno degli stati-nazione.
Dall'Italia si era sviluppata la tendenza artistica e culturale del neoclassicismo, ma fu la Germania a farsi portatrice delle principali novità in campo letterario e filosofico, con vari esponenti tra cui Johann Gottfried Herder, Gotthold Ephraim Lessing, Novalis, Friedrich Schiller e il già citato Johann Wolfgang von Goethe.

## Scuole filosofiche e tendenze
Nel complesso, la polemica contro l'egualitarismo e il cosmopolitismo illuministi assunse aspetti e caratteri diversi a seconda dei contesti, aspetti che tuttavia restarono intrecciati e difficilmente separabili in maniera netta. Vi fu da un lato una tendenza restauratrice, rivolta però non tanto al ripristino anacronista dell'Ancien régime, quanto al recupero di quelle tradizioni, religiose in particolare, ritenute patrimonio della coscienza collettiva. Significativa fu l'opera di De Maistre e altri autori, segnati da un certo pessimismo, ma per i quali «la storia umana è diretta da una provvidenza che supera gli accorgimenti politici», venando di enigmaticità e mistero ogni ambito di indagine, anche scientifico come la Naturphilosophie, per i quali strumenti di conoscenza sono piuttosto l'intuizione e il genio.
D'altro lato, la stessa concezione romantica della storia diede luogo ad altre tendenze che potremo definire liberali, per le quali i principi proclamati nel 1789 restavano validi, pur essendo da condannare gli esiti giacobini della Rivoluzione Francese. François-René de Chateaubriand in una sintesi esprimeva ad esempio l'esigenza di «conservare l'opera politica che è scaturita dalla rivoluzione» e «costruire il governo rappresentativo sulla religione». La libertà di religione fu ritenuta in particolare un antidoto basilare sia al dispotismo assolutistico, che all'anarchia rivoluzionaria.

### L'idealismo tedesco

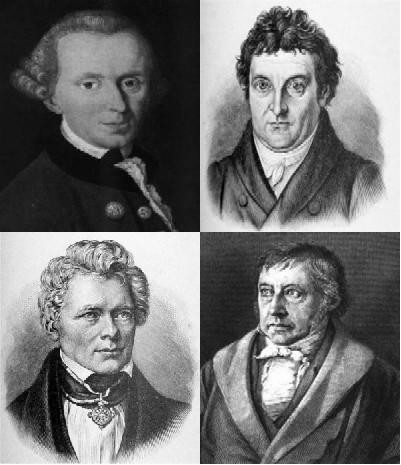
Le quattro personalità principali dell'idealismo tedesco: Kant, Fichte (in alto), Schelling ed Hegel (in basso)

Apertasi con la grandiosa stagione del Romanticismo, la filosofia assiste alla riformulazione del criticismo kantiano in chiave idealistica. 
Fichte prima, e poi Schelling, fecero dell'Io il principio assoluto a cui ricondurre l'intera realtà, che per la ragione può diventare così oggetto di scienza. Secondo Fichte, in particolare, l'Io prende coscienza di essere il creatore inconscio del non-io attraverso l'agire etico, secondo Schelling invece la tensione tra Spirito e Natura si ricompone nel momento estetico dell'arte.
Mentre però in costoro la ragione filosofica si limitava a riconoscere, ma non a riprodurre, l'atto creativo con cui il soggetto poneva l'oggetto (che restava prerogativa di una suprema intuizione intellettuale), sarà invece con Hegel che la ragione stessa diventerà creatrice, attribuendosi il diritto di stabilire cosa è reale e cosa non lo è. «Ciò che è reale è razionale» sarà la summa del pensiero hegeliano: vale a dire che una realtà esiste solo se soddisfa certi criteri di razionalità, rientrando nella triade dialettica di tesi-antitesi-sintesi tipica del procedimento a spirale con cui l'Idea giunge a identificarsi con l'Assoluto.
Dopo la possente sistemazione onnicomprensiva di Hegel, la cui eredità diede luogo alle correnti contrapposte della destra e della sinistra hegeliana, la filosofia ha visto la reazione al suo panlogismo nel duplice volto di uno spiccato materialismo da un lato (Feuerbach, Marx), e dall'altro di un richiamo all'irriducibilità del singolo essere umano e all'importanza assoluta della sua esistenza, non più intesa come semplice ingranaggio di un processo dialettico (Schopenhauer, Kierkegaard, Emerson).

### Il marxismo

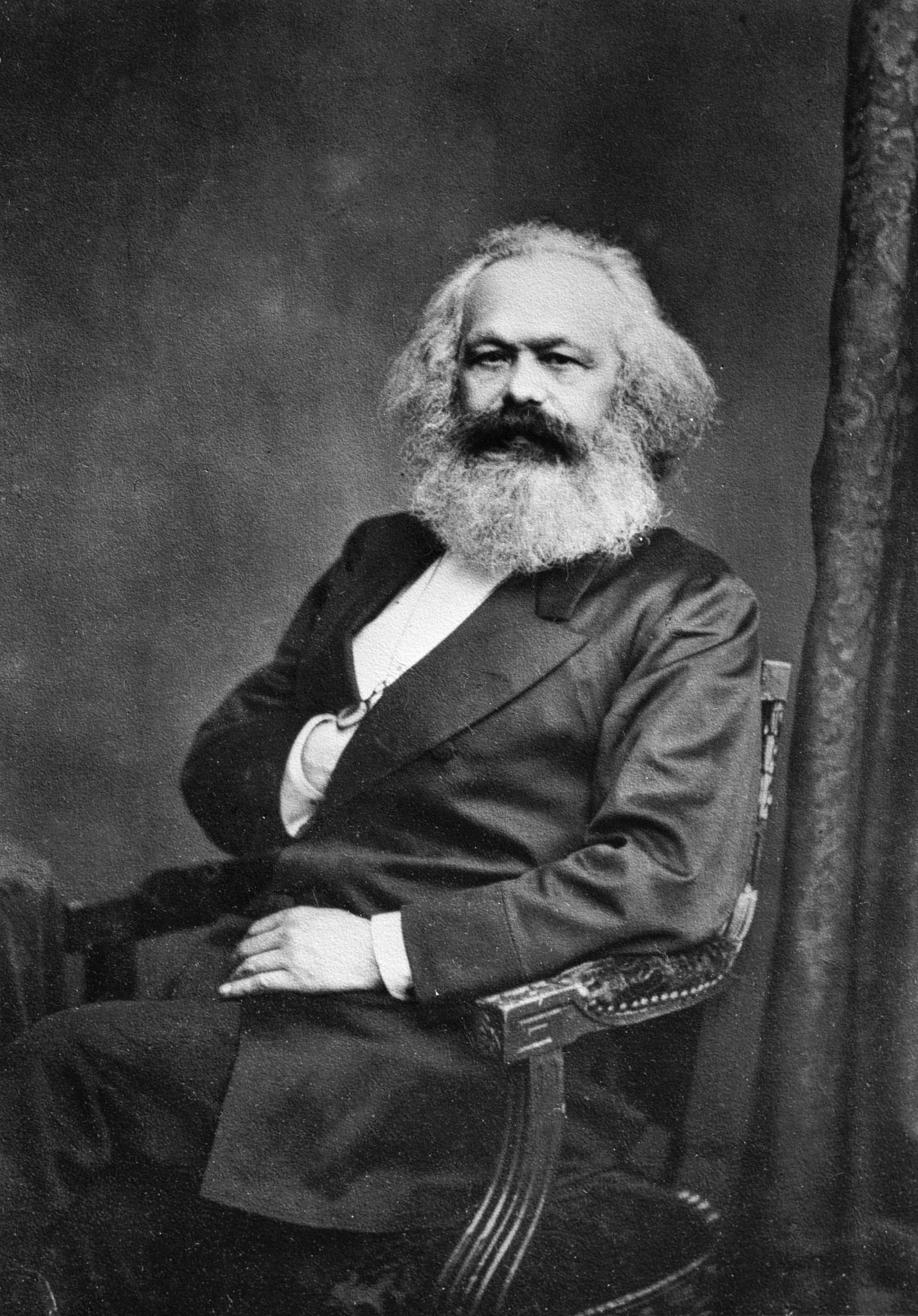
Karl Marx

Karl Marx intese prelevare dall'hegelismo il «nocciolo razionale» nascosto a suo dire nel «guscio mistico», applicando la dialettica hegeliana alla Storia, e affermando che questa scaturisce dalla lotta dinamica fra gli opposti: liberi contro schiavi, patrizi contro plebei, baroni contro servi della gleba, membri di corporazioni contro artigiani, nobili contro borghesi, ed infine borghesi contro proletari: «in breve oppressore ed oppresso».
Le contrapposizioni della realtà non trovano conciliazione in un principio superiore (come ad esempio Dio), ma nella storia stessa, il cui esito finale, secondo Marx, non trascende le umane vicende, ma è immanente al raffronto dialettico tra le classi sociali, e in particolare tra la "struttura" economica (costituita dai rapporti materiali di produzione) e la "sovrastruttura" (gli apparati culturali che ne occulterebbero la vera natura).
Questo modo di concepire la filosofia della storia prese il nome di materialismo storico a cui Friedrich Engels sovrappose il materialismo dialettico. Con quest'ultimo, il metodo dialettico hegeliano che Marx aveva inteso rimettere «con i piedi per terra», trasformandolo in uno strumento di lotta sociale e rivoluzionaria, trova un ulteriore campo di applicazione con la Dialettica della natura, da Engels enunciata ed elaborata ulteriormente nei suoi ultimi anni di vita.

### L'avvento del positivismo
L'opera di Darwin, che elaborò la teoria dell'evoluzione con metodi esclusivamente empirici, contribuì a segnare la fine dell'era romantica, e a favorire l'avvento del Positivismo. Questo esaltava la ricerca scientifica ed il progresso tecnico e tecnologico, sviluppandosi nella piena età della Seconda rivoluzione industriale; i suoi principali teorizzatori furono Comte, Mill, e Ardigò.
Caratterizzato da un senso di ottimismo e fiducia nel progresso, il Positivismo intendeva rapportarsi in modo diretto alla realtà senza idealizzazioni né alterazioni soggettive, portando all'ascesa del realismo e del naturalismo anche nelle arti.

#### L'utilitarismo anglosassone
Fra gli antesignani del positivismo, nella prima metà del XIX secolo i britannici Jeremy Bentham e lo stesso John Stuart Mill avevano promosso l'idea utilitarista che le azioni siano giuste nella misura in cui massimizzano la felicità.
Inducendo a spiegare i movimenti umani anche in chiave economica, finalizzati in tal senso ad incrementare l'utilità e quindi il profitto, Betham riteneva che la politica economica dovresse agevolare la convivenza di ogni persona, vista come unità individuale, per massimizzarne l'utilità e le possibilità. Mill invece si concentra anche sulla psicologia e sull'emotività, da lui guidicati fondamentali nella comprensione delle decisioni e nel loro compimento.

### Schopenhauer

Arthur Schopenhauer

Tra le reazioni al positivismo, il pensiero di Arthur Schopenhauer anticipa motivi della più ampia filosofia della vita, già originatasi nel primo romanticismo tedesco, ma anche in polemica con la corrente dell'idealismo "accademico" trionfante di Fichte, Schelling e soprattutto Hegel, ai quali lui voleva contrapporre un diverso idealismo, a cui dichiarava espressamente di appartenere come filosofo.
Schopenhauer sostiene che il mondo derivi fondamentalmente da quel che ogni uomo percepisce tramite la sua volontà, nella quale consiste il principio assoluto della realtà, nascosto alla ragione. 
In polemica contro Hegel, secondo Schopenhauer la natura e il mondo non hanno dunque un'origine razionale, ma nascono da un istinto irrazionale di vita, da una pulsione informe e incontrollata che egli assimila alla cosa in sé di Kant, e la sua rappresentazione oggettiva all'idea di Platone.
Non c'è dunque spazio per l'ottimismo della ragione, dal momento che questa volontà di vivere sfrenata e arbitraria è causa di sofferenza. Da questa se ne esce attraverso la sublimazione e la presa di coscienza che il mondo è l'oggettivazione della volontà, cioè è una mia stessa rappresentazione, fenomenica e illusoria (velo di Maya): concetto di origine orientale e in parte neoplatonica, che si traduce nel desiderio della vita stessa (eros) di diventare finalmente consapevole di sé; questa consapevolezza coincide con l'auto-negazione della volontà e permette così di uscire dal ciclo insensato dei desideri, morti e rinascite.

### Lo spiritualismo francese e italiano
In opposizione al materialismo ateo si svilupparono in Francia nuove correnti di pensiero spiritualiste, spesso di impronta cristiana, a partire dall'eclettismo di Victor Cousin che combinava il sensismo di Condillac, il senso comune della scuola scozzese, ed una sintesi delle concezioni introspettive di Cartesio, Pascal, Malebranche, Leibniz, Berkeley, Kant, Schelling, Maine de Biran. Principali esponenti dello spiritualismo francese furono Félix Ravaisson e Charles Renouvier, che estesero la loro influenza fino al Novecento in pensatori come Hamelin, Lachelier, Bergson, Boutroux, Blondel, Lavelle.

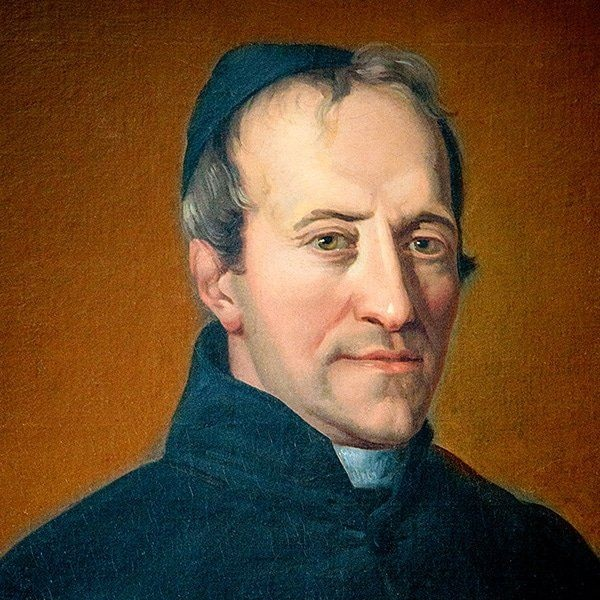
Antonio Rosmini

Una revisione del kantismo in senso ontologico si ebbe invece in Italia ad opera di Antonio Rosmini, che respingendo il sensismo illuminista di Galluppi, pose le basi di quello spiritualismo etico e idealista da cui saranno caratterizzate le diverse correnti filosofiche del Risorgimento, strettamente legate al movimento romantico italiano.

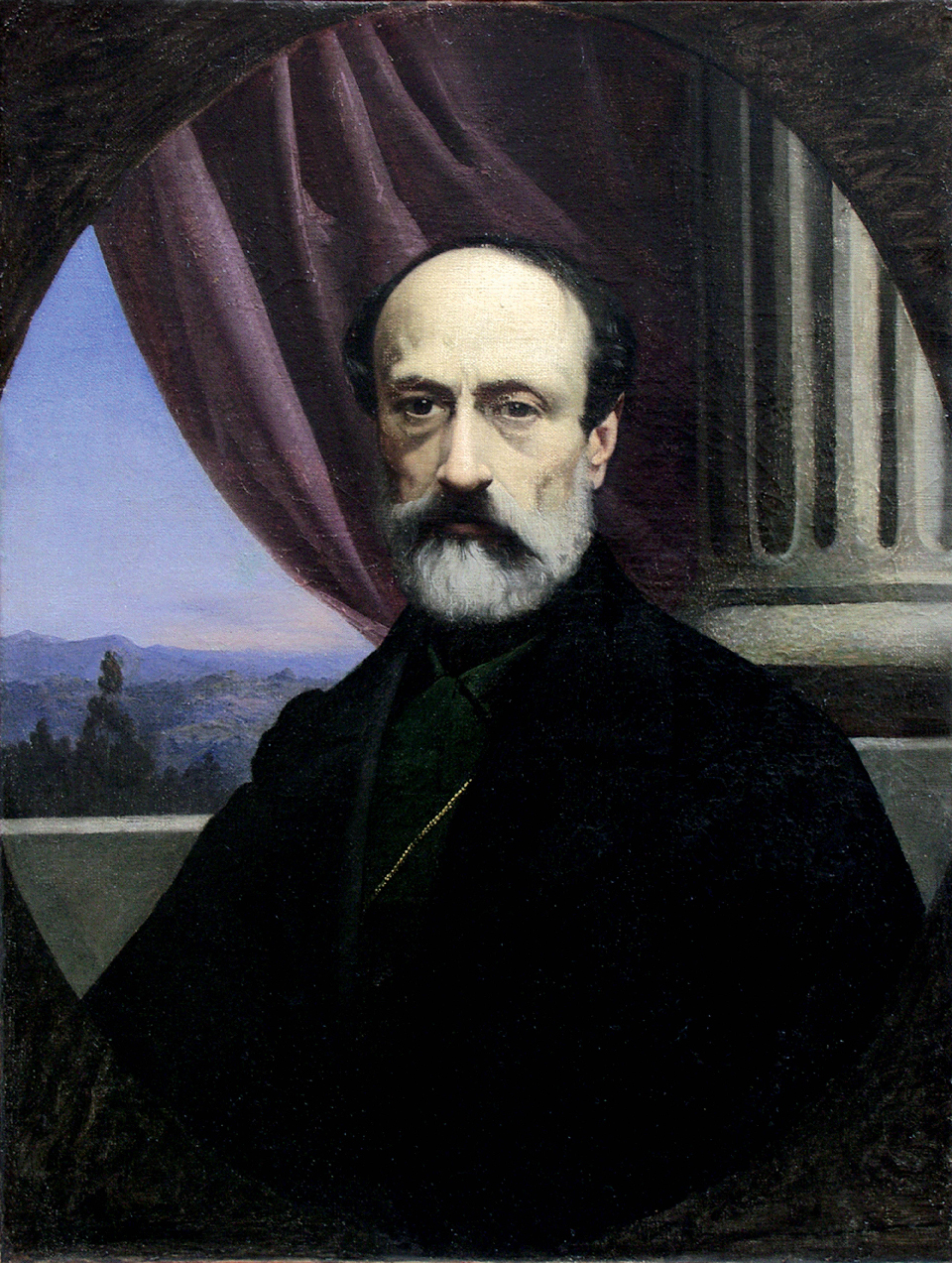
Giuseppe Mazzini ritratto da Gaetano Chierici (1863)

In Giuseppe Mazzini questa spiritualità romantica venne vissuta perlopiù con accenti rivoluzionari e anticlericali, oltre che pedagogici, ispirati ad una visione sincretica di politica e religione nel servizio supremo alla patria. Animato da una forte tensione ideale, il mazzinianesimo concepiva Dio come una forza immanente alla storia, che si traduce nel dovere morale dei popoli di agire collettivamente per la libertà, il progresso e la democrazia, per compiere la missione che è stata loro affidata. 
La successiva penetrazione dell'idealismo romantico tedesco, seppure rielaborato in forma critica, fornì un fondamento filosofico alla rivoluzione liberale culminata nell'unificazione nazionale, a cui contribuirono tra gli altri Vincenzo Gioberti, cattolico liberale ritenuto complementare sotto vari aspetti a Rosmini, Augusto Vera, interprete in senso religioso della Scienza della logica, Francesco de Sanctis, rinnovatore dell'estetica di Hegel, e soprattutto Bertrando Spaventa, che riformò la dialettica hegeliana nell'alveo dell'autocoscienza trascendentale di Kant, introducendovi altri temi originali della tradizione autoctona italiana. Quest'ultimi autori appartenevano alla generazione dei cosiddetti «hegeliani di Napoli».
Negli ultimi decenni dell'Ottocento si assistette tuttavia ad un'avanzata del positivismo con l'abbandono dello spiritualismo risorgimentale, a cui venne preferito il metodo delle scienze fisiche ritenuto più consono ai tempi.

### Post-idealismo e neokantismo
Dopo il declino dell'idealismo tedesco, nella seconda metà del XIX secolo si svilupparono in Germania due movimenti simili, ma opposti: 
- il neokantismo, fautore di un ritorno a Kant, coltivato sia nella scuola di Marburgo che in quella di Baden;[25]
- ed una corrente più empirista e filo-scientifica che respingendo l'hegelismo si appellava alla ricerca sperimentale come nuovo modello d'indagine; questo secondo movimento fu anche influenzato da una rinascita aristotelica al seguito del lavoro di Friedrich Adolf Trendelenburg, il quale influenzò Franz Brentano (La Psicologia dal punto di vista Empirico), Ernst Laas (Idealismo e Positivismo) e Friedrich Paulsen (varie opere su Kant). Aristotele da parte di costoro non veniva più fatto solamente oggetto di studi storici e filologici, ma discusso anche in maniera sistematica; Trendelenburg in particolare, grande critico di Hegel, aveva non solo edito opere di Aristotele, ma anche sviluppato un sistema di pensiero basato su concezioni e argomenti del filosofo ateniese.[26]

Alla Scuola di Brentano appartennero tra gli altri, oltre a Carl Stumpf e Rudolf Steiner, il filosofo Edmund Husserl (1859–1938), che fondò la fenomenologia come studio dei fenomeni per come questi si manifestano, nella loro apparenza, alla coscienza intenzionale del soggetto, indipendentemente dalla realtà fisica esterna, il cui valore di esistenza viene messo per così dire «tra parentesi».
Negli altri paesi, intanto, andavano maturando i germi di un neohegelismo, che nel Regno Unito portarono allo sviluppo dell'idealismo britannico,, in America del trascendentalismo, e in Italia, dopo la parentesi positivista, dell'idealismo di Croce e Gentile all'inizio del secolo successivo.

### L'esistenzialismo

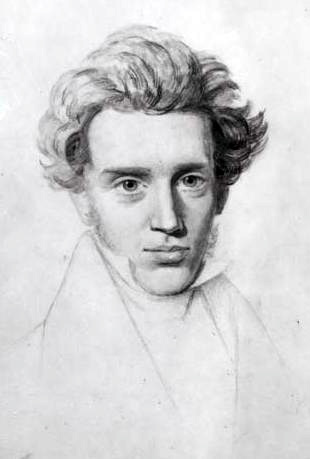
Søren Kierkegaard

Il termine esistenzialismo, pur essendo stato coniato nel XX secolo, come movimento filosofico trova i suoi principali antecedenti in Søren Kierkegaard e Friedrich Nietzsche.
Opponendosi al positivismo ma anche al panlogismo hegeliano, Kierkegaard sottolineò il divario esistente tra le categorie universali della logica, e la dimensione individuale del singolo uomo, irriducibile al pensiero razionale, la quale trova la propria condizione di autenticità solo al cospetto di Dio. Kierkegaard evidenziò la paradossalità e il senso del rischio propri della fede: il valore di questa consiste essenzialmente nella scelta, generatrice del sentimento dell'angoscia. Kierkegaard portava l'esempio di Abramo, che messo alla prova accetta contro ogni ragionevolezza di compiere il sacrificio del figlio Isacco, sospinto unicamente dalla sua fiducia in Dio. La vita religiosa è tale proprio in quanto va oltre gli stessi dettami dell'etica, comandando ciò che al nostro senso morale appare scandaloso; ma nell'attimo in cui si sceglie di affidarsi completamente a Dio, Egli restituisce un significato nuovo e più completo alle nostre azioni.
Kierkegaard ribadì più volte che il passaggio fra le tre modalità esistenziali che l'uomo può attraversare in vita non avviene per una necessità dialettica, tipica della filosofia di Hegel: quest'ultimo riteneva di poter sanare le contraddizioni della realtà nella logica astratta dell'"et et", mentre a suo avviso esse sono lacerate da un drammatico "aut aut", di fronte al quale l'uomo si trova a sperimentare il senso del limite e dell'angoscia, che solo, tuttavia, può alla fine liberarlo dalla noia e dalla tentazione di «non scegliere» in cui cade facilmente colui che rimane fermo allo stadio edonistico-estetico.

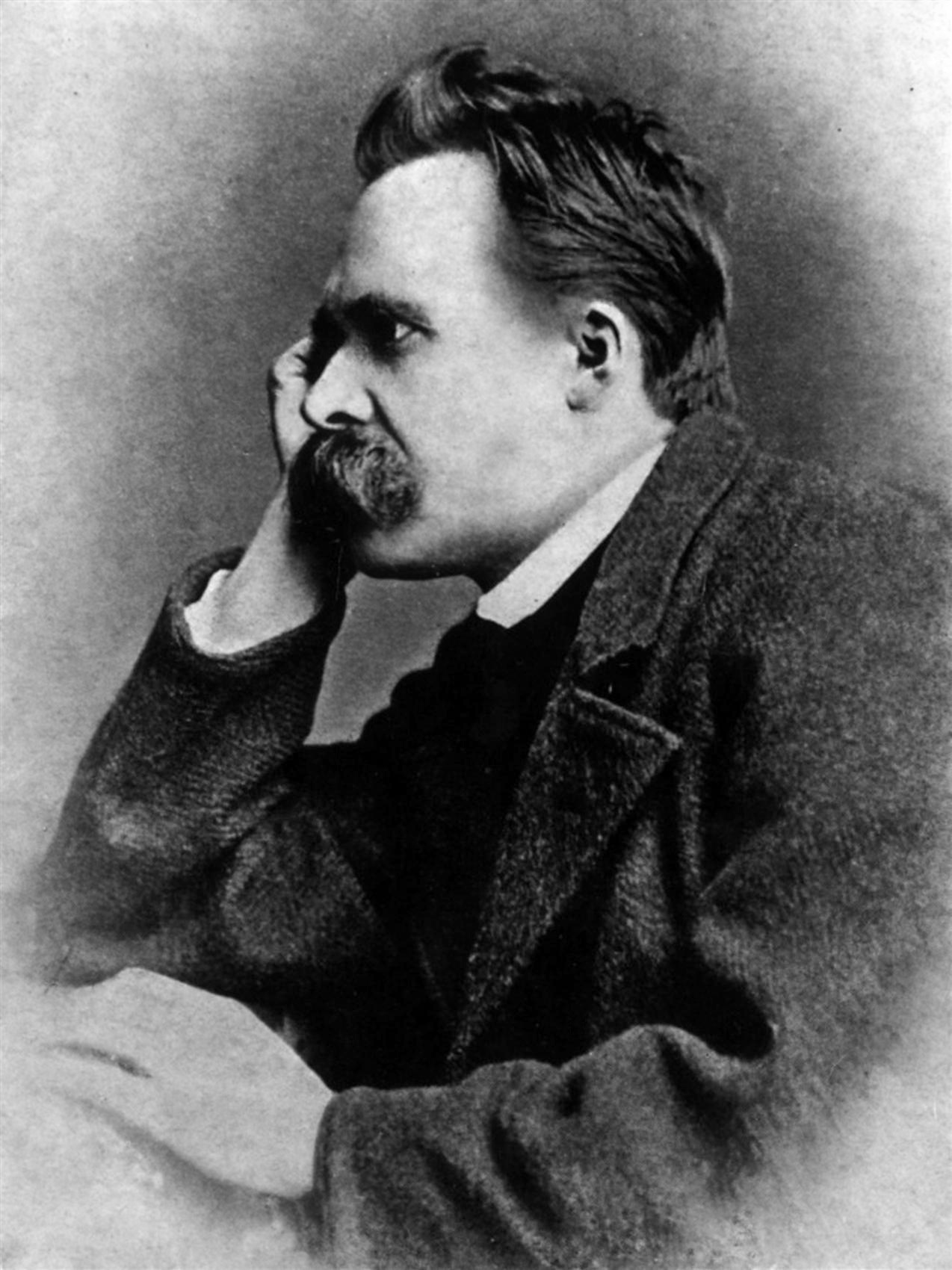
Friedrich Nietzsche

A differenza di Schopenhauer, Nietzsche esaltava invece la volontà di vivere sfrenata e irrazionale, ponendo in primo piano il valore dell'aspetto vitale e "dionisiaco" dell'essere umano, in contrapposizione a quello riflessivo e "apollineo". Solo dalla volontà di potenza, cioè dalla volontà che vuole se stessa e il proprio accrescimento senza sosta, nasce la possibilità infinita del rinnovamento e della vita. La rigidità della ragione, viceversa, che costringe la realtà dentro uno schema, è una non-volontà, alleata della morte perché nega la possibilità del cambiamento che è l'essenza del vivere. La volontà di potenza pertanto non si afferma come desiderio concreto di uno o più oggetti specifici, ma come il meccanismo stesso del desiderio nel suo funzionamento incessante.
Preconizzando il declino dell'Occidente e la nascita di un'umanità nuova, Nietzsche diede avvio ad un indirizzo nichilistico,  riproposto nel Novecento, basato anche sul concetto di oltreuomo. Un'altra fondamentale dottrina nietzschiana è infine quella dell'eterno ritorno.

### Il pragmatismo americano
Sul finire del XIX secolo, intanto, negli Stati Uniti permeati dalla cultura anglosassone, i filosofi Charles Sanders Peirce e William James, su ispirazione di Ralph Waldo Emerson, davano vita al movimento del pragmatismo, secondo cui l'attività pratica, intesa nel senso di un comportamento mentale o scientifico diretto alla realizzazione di un fine concreto, esercita un primato su quella teoretica astratta.